# Joseph Gauthier (1877-1934)
 (février 2025).
Pour les articles homonymes, voir Joseph Gauthier et Gauthier.
Joseph Gauthier (né le 11 mars 1877 et mort le 27 juin 1934) est un homme politique québécois, député à l'Assemblée législative du Québec.

## Biographie
Il est né le 11 mars 1877 à Montréal, fils d'Édouard Gauthier et de Célina Richard. Il devient typographe et militant syndical. Gauthier a travaillé à L'Étendard puis à La Patrie. En 1899, il épouse Mélina Bourgeois. 
Il se présente comme candidat pour le Parti ouvrier du Québec dans la circonscription de Montréal–Sainte-Marie lors d'une élection partielle tenue le 22 décembre 1921 et remporte la victoire. Gauthier est défait par le candidat conservateur Camillien Houde aux élections provinciales de 1923
Gauthier défait Houde et est réélu comme libéral aux élections provinciales de 1927. Son élection fut déclarée nulle en 1927. Gauthier ne se présente pas comme candidat à l'élection partielle qui en découle. C'est plutôt Camilien Houde qui lui succède.
Il décède le 27 juin 1934 à Montréal et est inhumé au cimetière Notre-Dame-des-Neiges.